# Sammalvaara
Sammalvaara är ett berg i Finland. Det ligger i Enontekis kommun i landskapet Lappland, i den norra delen av landet, 900 km norr om huvudstaden Helsingfors. Toppen på Sammalvaara är 511 meter över havet, eller 171 meter över den omgivande terrängen. Bredden vid basen är 12,8 km.
Terrängen runt Sammalvaara är platt västerut, men österut är den kuperad. Trakten runt Sammalvaara är nära nog obefolkad, med mindre än två invånare per kvadratkilometer. Närmaste större samhälle är Hetta, 9,4 km norr om Sammalvaara. 